# Big Lake (Minnesota)
Big Lake è una città degli Stati Uniti d'America, situata in Minnesota, nella Contea di Sherburne.

## Infrastrutture e trasporti
La città è collegata a Minneapolis tramite il servizio ferroviario suburbano denominato Linea Northstar.